# Bolkar
Los montes Bolkar (en turco: Bolkar Dağları), o simplemente el Bolkar, es una sierra dentro de los montes Tauro, situado en el centro de Turquía. El pueblo más importante es Ereğli, al noreste. Bolkar significa en turco «abundancia de nieve» o «nieve en polvo».

## Principales cumbres
- büyük Aydos (Gran Aydos) (3510 m);
- küçük Aydos (Pequeño Aydos) (3480 m);

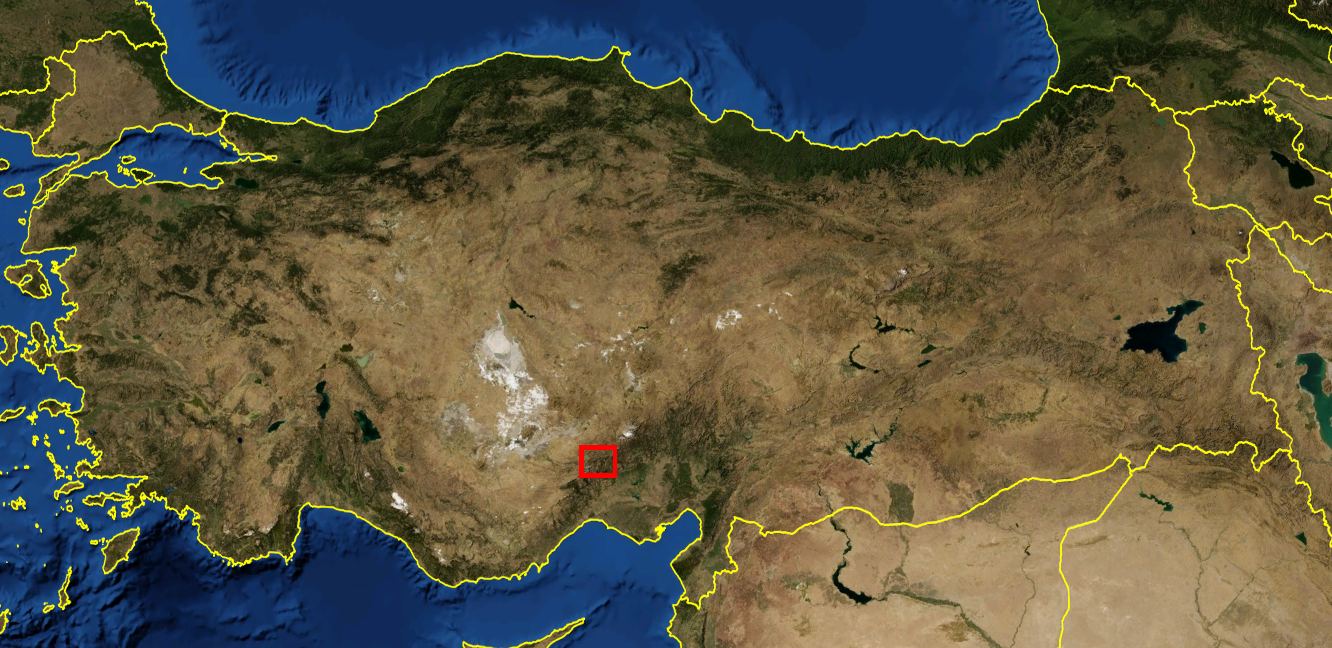
Ubicación de Bolkar en Turquía.

- Ederkaya (3347 m);
- Kefir dağı (3975 m);[cita requerida]
- Koyun asağı (3426 m);
- Medetsiz (3524 m);
- Tahtakaya (3372 m);